# Korps Tettau
Het Korps Tettau (Duits: Generalkommando Tettau) was een Duits legerkorps van de Wehrmacht tijdens de Tweede Wereldoorlog, genoemd naar zijn commandant, General der Infanterie Hans von Tettau. Het korps kwam gedurende zes weken in actie tijdens de gevechten in Pommeren in februari-maart 1945. 

## Krijgsgeschiedenis

### Oprichting en inzet

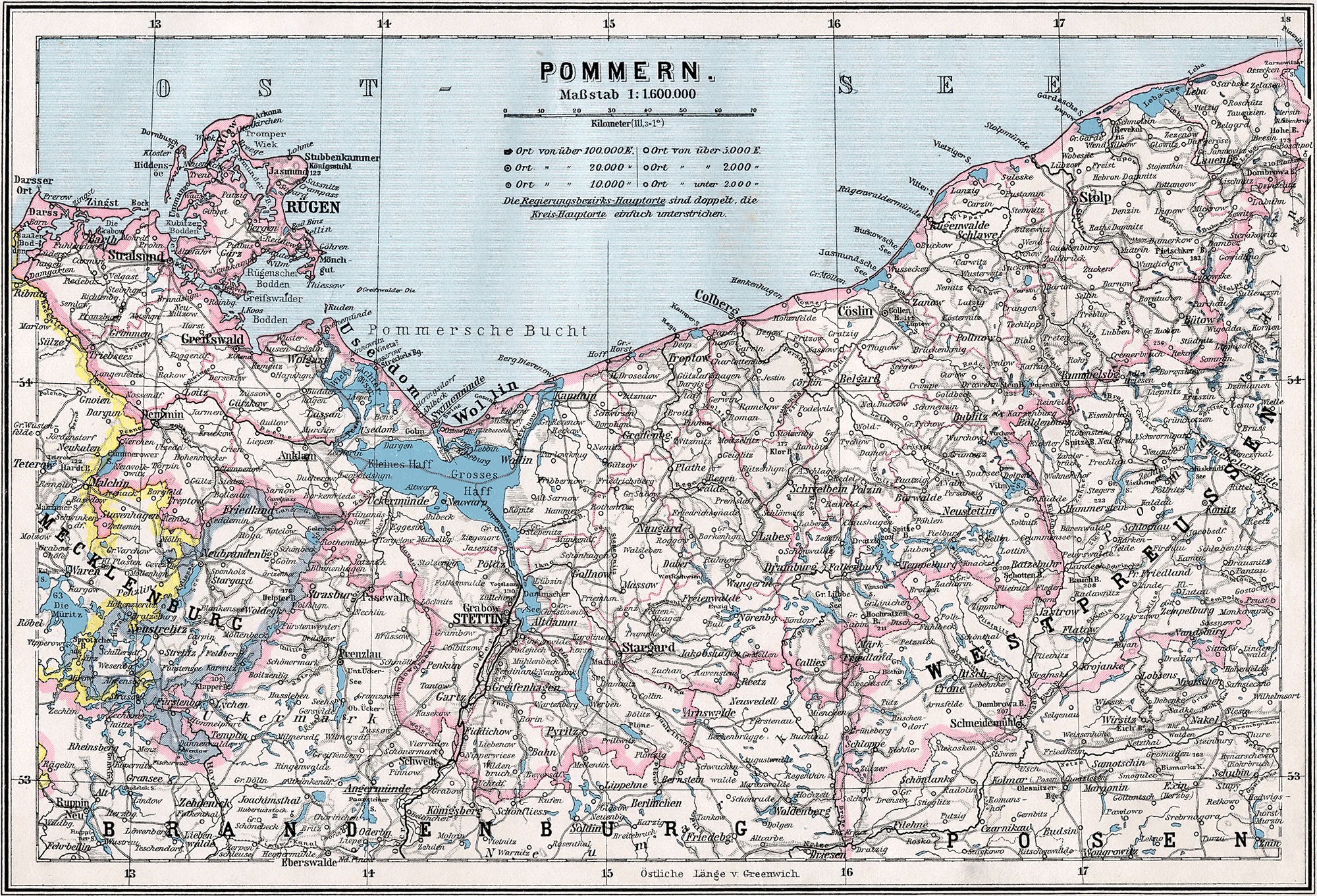
Het inzet-gebied van het korps: provincie Pommeren

Het Korps Tettau werd opgericht op 4 februari 1945 in Belgard. Het korps werd ook wel Korpsgruppe Tettau genoemd. Het korps werd gevormd uit staf van de Division z.b.. 604.
Het korps beschikte in eerste instantie over de Divisie "Köslin" en de Divisie "Bärwalde". Op 1 maart 1945 beschikte het korps over de Divisie "Bärwalde", de 15. Waffen-Grenadier-Division der SS (lettische Nr. 1), de Divisie "Pommernland" en de 33. Waffen-Grenadier-Division der SS Charlemagne. Toen het 1e Wit-Russische Front zijn offensief naar de Pommerse kust inzette, werd het korps verdrongen naar het gebied ten noorden van Schivelbein. De 16 000 soldaten werden vergezeld door ongeveer 40 000 vluchtelingen, die naar het westen probeerden te ontkomen. Het korps wist ten noorden van Schivelbein de Sovjet-omsingeling te breken. Zijn eenheden trokken via de bossen en velden naar de kust in de hoop om door de Kriegsmarine te worden geëvacueerd. Na een uitputtende tocht bereikte het korps op 9 maart Horst, maar er waren geen schepen ter beschikking. De communicatie met het hoofdkwartier van het 3e Pantserleger werd hersteld en het korps trok langs de kust naar Dievenow. Vandaar werd het korps (nog zo’n 10 700 man sterk), tezamen met talloze vluchtelingen (schattingen 12 – 17 000), op 11 en 12 maart 1945 per schip overgezet naar het eiland Wolin.
Het Korps Tettau werd op 16 maart 1945 op Wolin opgeheven en de eenheden verdeeld over het Verteidigungsbereich Swinemünde. 

## Bovenliggende bevelslagen
| Leger          | Legergroep            | Plaats/regio | Begin           | Eind          |
| -------------- | --------------------- | ------------ | --------------- | ------------- |
| 11. Armee      | Heeresgruppe Weichsel | Pommeren     | 4 februari 1945 | februari 1945 |
| 3. Panzerarmee | Heeresgruppe Weichsel | Pommeren     | februari 1945   | 16 maart 1945 |

## Commandant
| Rang                                                         | Naam            | Begin           | Eind          |
| ------------------------------------------------------------ | --------------- | --------------- | ------------- |
| Generalleutnant General der Infanterie (vanaf 16 maart 1945) | Hans von Tettau | 4 februari 1945 | 16 maart 1945 |